# Colomiers Rugby
Colomiers Rugby (bis 2008: Union sportive Colomiers rugby) ist ein Rugby-Union-Verein aus der französischen Stadt Colomiers im Département Haute-Garonne. Er ist in der höchsten Amateurliga Fédérale 1 vertreten und trägt seine Heimspiele im Stade Michel-Bendichou aus. US Colomiers wurde zwar nie französischer Meister, stand aber schon im Finale des Heineken Cup und gewann den European Challenge Cup.

## Geschichte
Der Verein wurde im Jahr 1915 gegründet. Viele Jahrzehnte lang spielte die Mannschaft in den unteren Amateurligen. 1976 gelang der Aufstieg in die damalige dritte Liga, 1980 in die zweite Liga. 1988 erfolgte der Aufstieg in die höchste Liga. In der Saison 1997/98 nahm die Mannschaft am European Challenge Cup teil und blieb auch im Finale gegen SU Agen unbesiegt. In der Saison 1998/99 gelang Colomiers beinahe eine Sensation, als man bis ins Finale des Heineken Cup vorstieß, dort dann aber der irischen Mannschaft Ulster Rugby unterlag.
Den bisher letzten großen Erfolg konnte Colomiers im Jahr 2000 feiern; die Mannschaft qualifizierte sich für das Endspiel um die französische Meistertitel, verlor aber gegen den Pariser Verein Stade Français. Colomiers konnte in der Folge nicht mehr an diese Leistungen anknüpfen; die Mannschaft stieg 2003 in die Pro D2 ab, 2004 sogar in die Amateurliga Fédérale 1. 2005 schaffte sie den Wiederaufstieg in die Pro D2, konnte sich aber nur zwei Jahre lang dort halten. Nach einem Jahr in der Féderale 1 folgte 2008 der erneute Aufstieg. 2011 musste der US Colomiers wieder in die Fédérale 1 absteigen, ehe 2012 der Wiederaufstieg gelang.

## Erfolge
- Meisterschaftsfinalist: 2000
- Finalist Heineken Cup: 1999
- Sieger European Challenge Cup: 1998
- Amateurmeister Fédérale 1: 2005, 2008

## Finalspiele von US Colomiers

### Meisterschaft
| Datum         | Meister              | 2. Finalist  | Ergebnis | Ort                          | Zuschauer |
| ------------- | -------------------- | ------------ | -------- | ---------------------------- | --------- |
| 15. Juli 2000 | Stade Français Paris | US Colomiers | 28:23    | Stade de France, Saint-Denis | 78.000    |

### Heineken Cup
| Datum           | Meister      | 2. Finalist  | Ergebnis | Ort                    | Zuschauer |
| --------------- | ------------ | ------------ | -------- | ---------------------- | --------- |
| 30. Januar 1999 | Ulster Rugby | US Colomiers | 21:6     | Lansdowne Road, Dublin | 49.000    |

### European Challenge Cup
| Datum           | Meister      | 2. Finalist | Ergebnis | Ort                              | Zuschauer |
| --------------- | ------------ | ----------- | -------- | -------------------------------- | --------- |
| 1. Februar 1998 | US Colomiers | SU Agen     | 43:5     | Stade des Sept Deniers, Toulouse | 12.500    |

## Bekannte Spieler
- Thierry Dusautoir
- Fabien Galthié
- Yannick Jauzion
- Jean-Luc Sadourny

## Fußballabteilung
- Siehe den Hauptartikel US Colomiers (Fußball)